# 郡中港駅
郡中港駅（ぐんちゅうこうえき）は、愛媛県伊予市米湊にある伊予鉄道郡中線の駅である。駅番号はIY35。郡中線の終点駅である。道路を挟んで四国旅客鉄道（JR四国）予讃線伊予市駅がある。

## 歴史
- 1939年（昭和14年）5月10日：開業。
- 2015年（平成27年）：発車メロディが新曲「リズム」に変更[1]。

## 駅構造

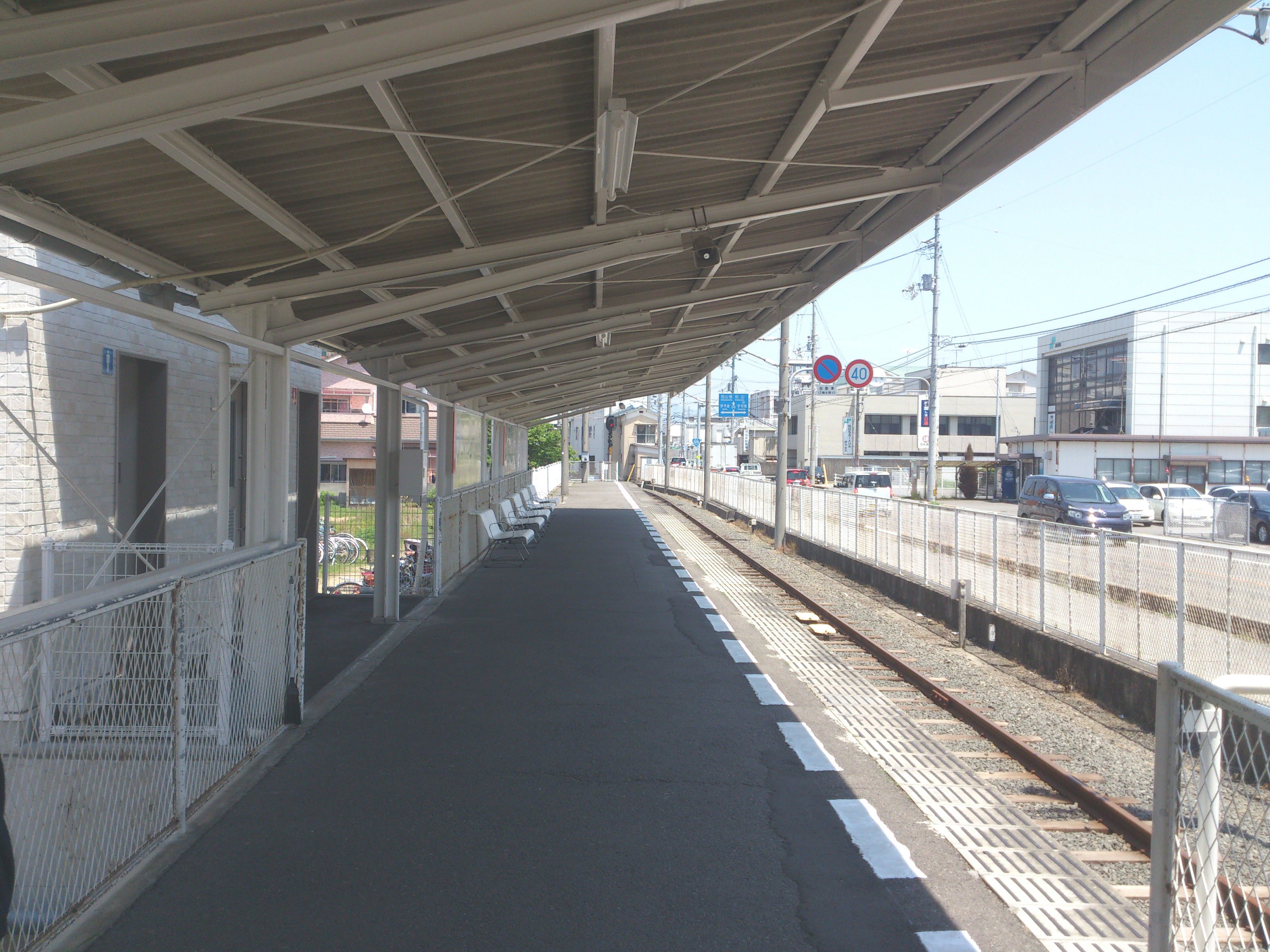
ホーム（2016年5月）

単式ホーム1面1線を持つ有人駅である。下り電車は当駅で折り返し運転となり、上り松山市行きとなる。

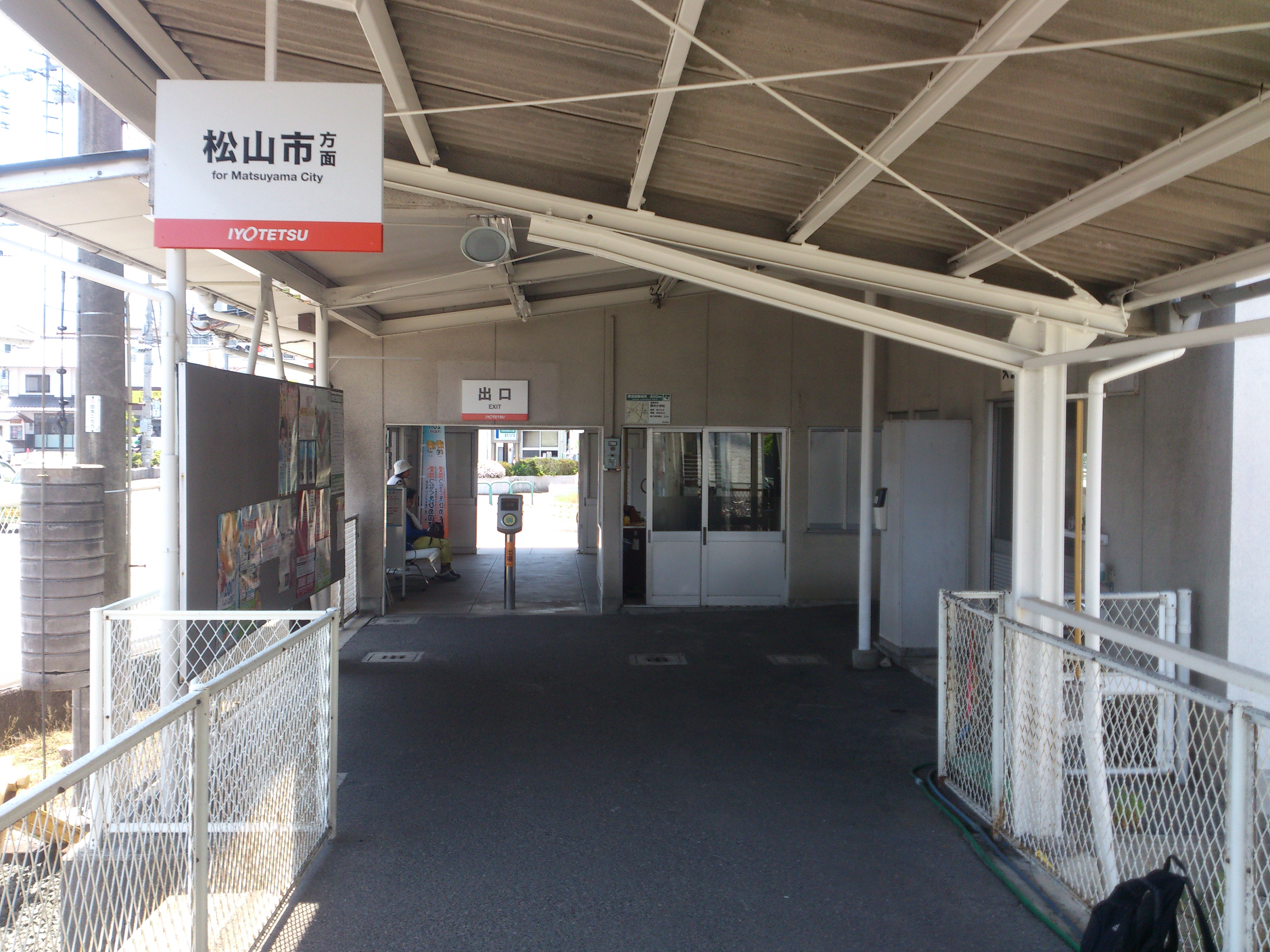
改札口（2016年5月）
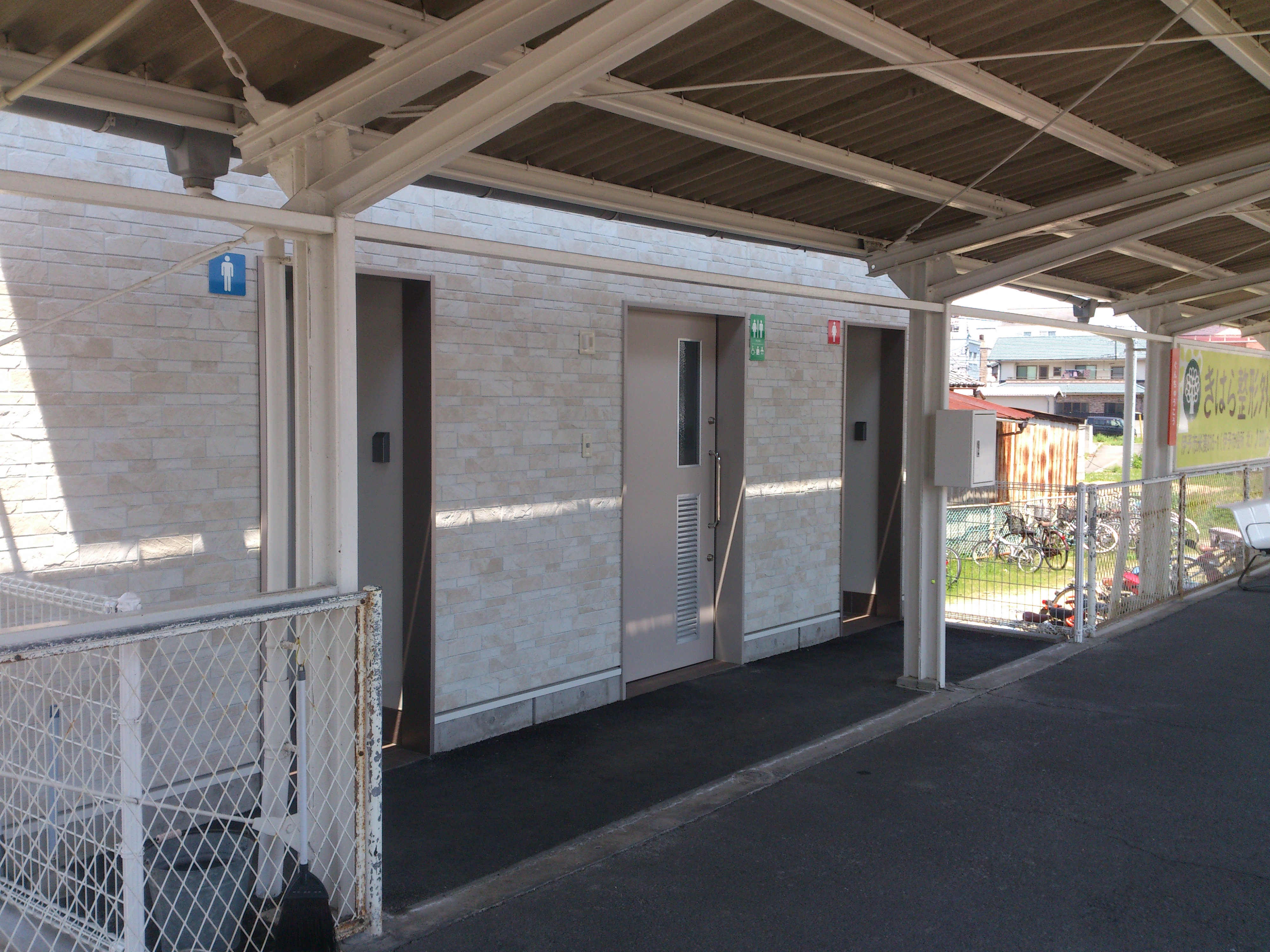
水洗トイレ（2016年5月）
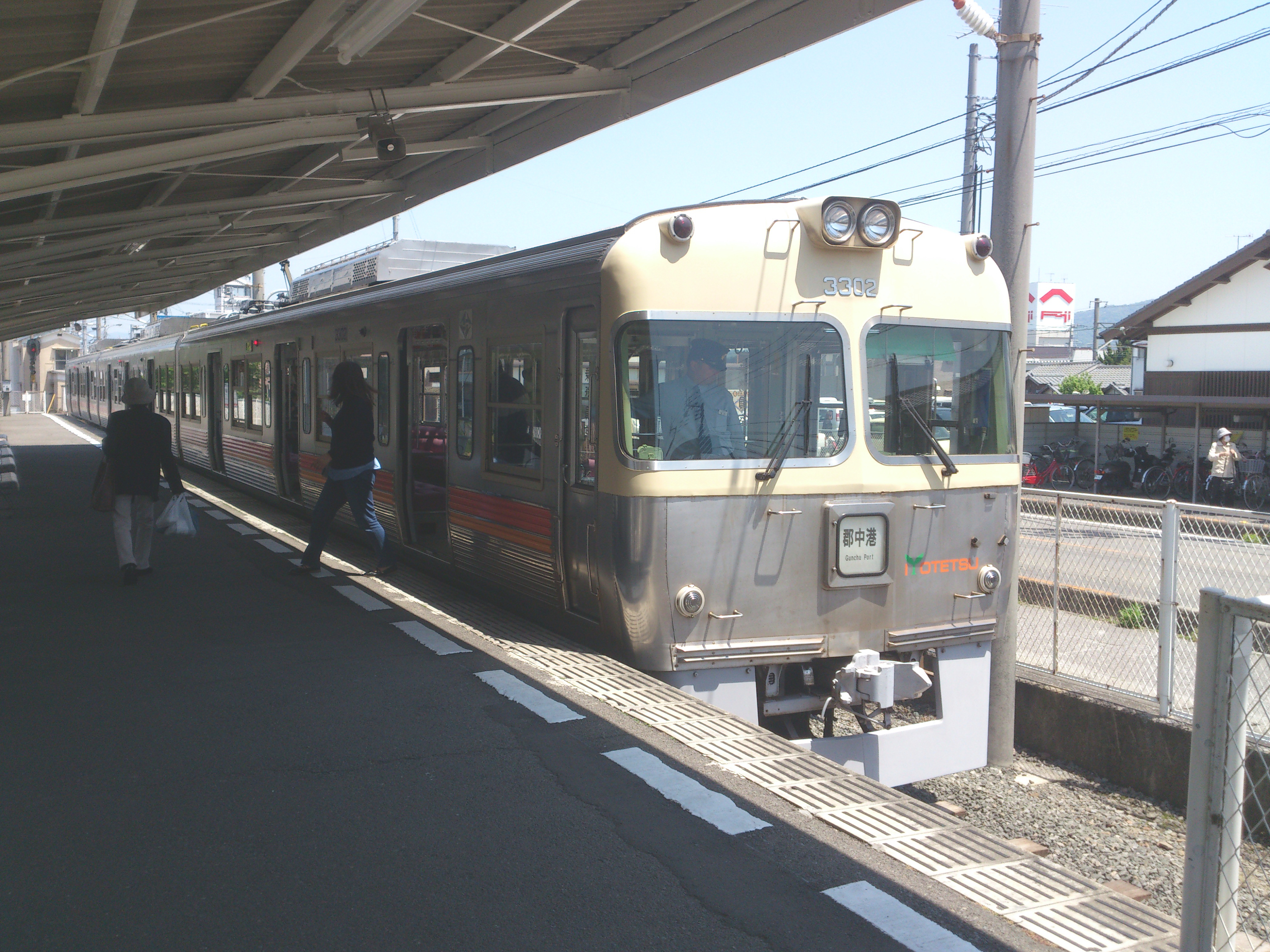
停車中の3000系電車（2016年5月）
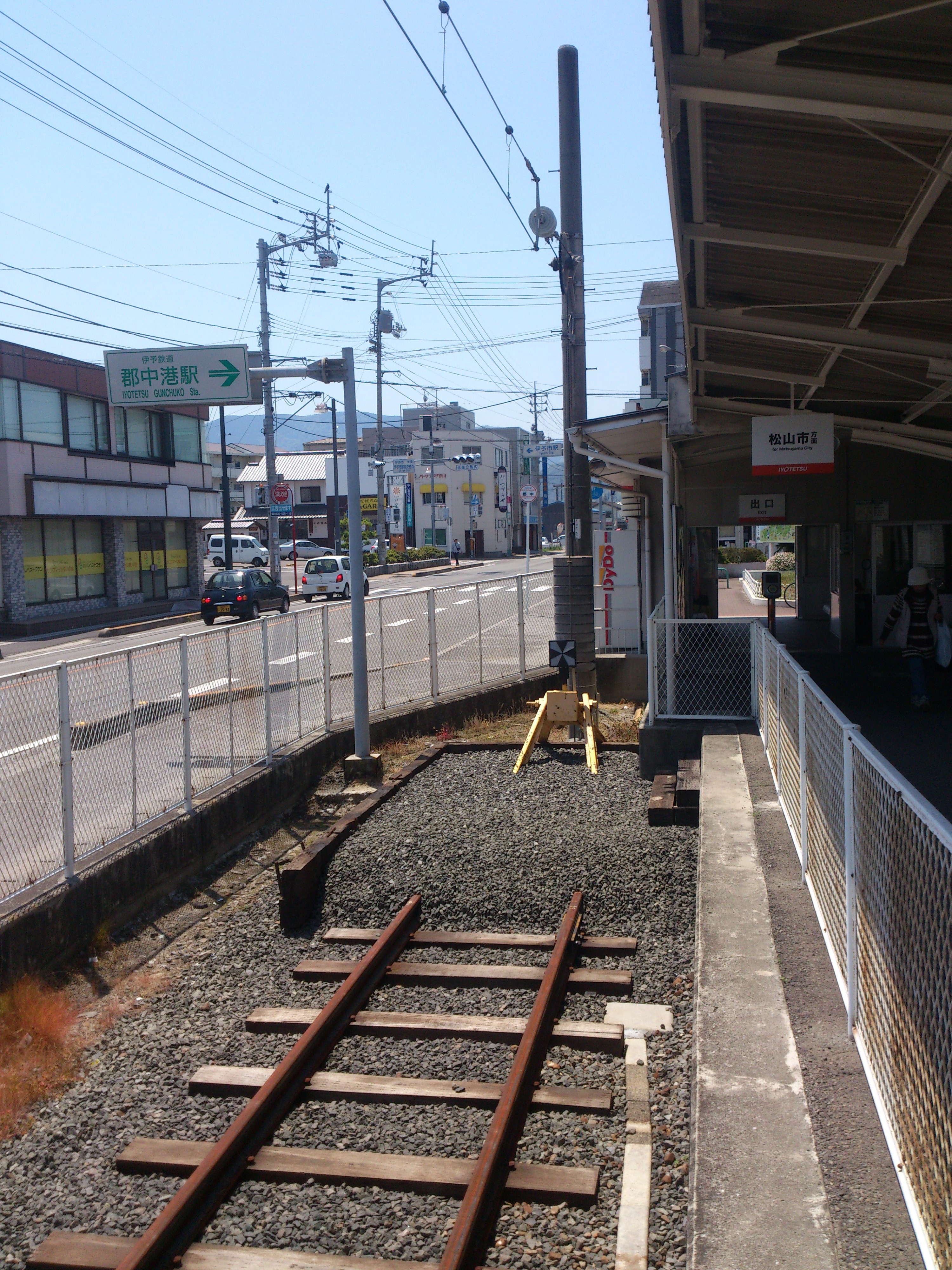
郡中線の終点部分（2016年5月）

## 利用状況
- 1日平均の乗降人員は1,017人である（2019年度）[2]。

| 年度   | 1日平均人数 |
| ------ | ----------- |
| 2011年 | 1,037       |
| 2012年 | 983         |
| 2013年 | 990         |
| 2014年 | 1,047       |
| 2015年 | 1,053       |
| 2016年 | 1,052       |
| 2017年 | 1,081       |
| 2018年 | 1,051       |
| 2019年 | 1,017       |

郡中港駅の利用状況の変遷を下表に示す。
- 輸送実績（乗車人員）の単位は人であり、年度での総計値を示す[3]。
- 表中、最高値を赤色で、最高値を記録した年度以降の最低値を青色で、最高値を記録した年度以前の最低値を緑色で表記している。

| 年度   | 当駅分輸送実績（乗車人員）：人／年度 | 当駅分輸送実績（乗車人員）：人／年度 | 当駅分輸送実績（乗車人員）：人／年度 | 当駅分輸送実績（乗車人員）：人／年度 | 特記事項 |
| ------ | ------------------------------------ | ------------------------------------ | ------------------------------------ | ------------------------------------ | -------- |
| 年度   | 通勤定期                             | 通学定期                             | 定期外                               | 合 計                                | 特記事項 |
| 1998年 | 67,410                               | ←←←←                                 | 104,255                              | 171,665                              |          |
| 1999年 | 64,050                               | ←←←←                                 | 96,350                               | 160,400                              |          |
| 2000年 | 60,210                               | ←←←←                                 | 96,223                               | 156,433                              |          |
| 2001年 | 65,209                               | ←←←←                                 | 94,803                               | 160,012                              |          |
| 2002年 | 67,426                               | ←←←←                                 | 97,245                               | 164,671                              |          |
| 2003年 | 69,520                               | ←←←←                                 | 99,571                               | 169,091                              |          |
| 2004年 | 75,747                               | ←←←←                                 | 94,648                               | 170,395                              |          |
| 2005年 | 77,130                               | ←←←←                                 | 93,967                               | 171,097                              |          |
| 2006年 | 84,828                               | ←←←←                                 | 91,768                               | 176,596                              |          |
| 2007年 | 84,894                               | ←←←←                                 | 92,963                               | 177,857                              |          |
| 2008年 | 91,120                               | ←←←←                                 | 96,400                               | 187,520                              |          |
| 2009年 | 95,142                               | ←←←←                                 | 90,817                               | 185,959                              |          |
| 2010年 |                                      | ←←←←                                 |                                      |                                      |          |
| 2011年 |                                      | ←←←←                                 |                                      |                                      |          |
| 2012年 |                                      | ←←←←                                 |                                      |                                      |          |
| 2013年 |                                      | ←←←←                                 |                                      |                                      |          |
| 2014年 |                                      | ←←←←                                 |                                      |                                      |          |
| 2015年 |                                      | ←←←←                                 |                                      |                                      |          |
| 2016年 |                                      | ←←←←                                 |                                      |                                      |          |
| 2017年 |                                      | ←←←←                                 |                                      |                                      |          |
| 2018年 |                                      | ←←←←                                 |                                      |                                      |          |
| 2019年 |                                      | ←←←←                                 |                                      |                                      |          |
| 2020年 |                                      | ←←←←                                 |                                      |                                      |          |

## 駅周辺

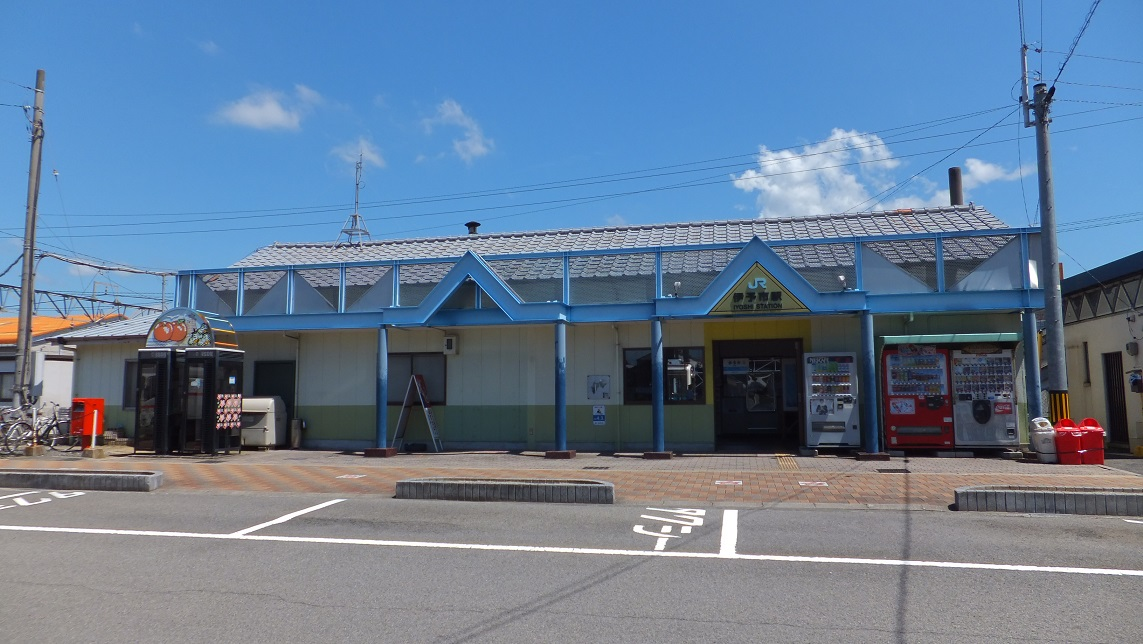
道路を挟んで向かい合うJR四国の伊予市駅（2015年7月）

当駅は、駅前を通る国道378号を挟んで予讃線（四国旅客鉄道）の伊予市駅と向かい合っている。
- 伊予市駅 - 予讃線（四国旅客鉄道）
- 伊予市役所
- 伊予郵便局
- 国鉄通り商店街[4]
- 灘町みなみ商店街[4]
- 手づくり交流市場 町家
- マルトモ本社
- ヤマキ本社
- フジ 伊予店
- 郡中港
- 五色浜公園
- 五色姫海浜公園
- 国道378号
- 愛媛県道215号郡中港線
- 宮内家住宅
- 栄養寺

※タクシー乗り場は伊予市駅前にある。

## バス路線
駅前の郡中港バス停から伊予市コミュニティバスあいくるが発着している。
| 路線名    | 経路 | 運行日  |
| ■八倉線   | 伊予病院 - 上野郵便局 - 南伊予駅 - ウェルピア伊予 - マルヨシセンター - DCMダイキ伊予店 - じゅらく - IYO夢みらい館 - 市役所 - 郡中港 - 保健センター              | 月 - 金 |
| ■三秋線   | 三秋 - 市民体育館 - 保健センター - 郡中港 - 市役所 - IYO夢みらい館 - じゅらく - マルヨシセンター - DCMダイキ伊予店                                              | 月 - 金 |
| ■唐川線   | 鵜崎 - 両沢 - 唐川 - 下唐川 - 片山 - 向井原駅 - 尾崎本村 - 保健センター - 郡中港 - 市役所 - IYO夢みらい館 - じゅらく - マルヨシセンター - DCMダイキ伊予店       | 月・金  |
| ■唐川線   | 本谷 - 唐川 - 下唐川 - 片山 - 向井原駅 - 尾崎本村 - 保健センター - 郡中港 - 市役所 - IYO夢みらい館 - じゅらく - - じゅらく - マルヨシセンター - DCMダイキ伊予店 | 木      |
| ■唐川線   | 長崎谷 - 下唐川 - 片山 - 向井原駅 - 尾崎本村 - 保健センター - 郡中港 - 市役所 - IYO夢みらい館 - じゅらく - マルヨシセンター - DCMダイキ伊予店                   | 火      |
| ■平岡線   | 平岡 - 片山 - 向井原駅 - 尾崎本村 - 保健センター - 郡中港 - 市役所 - IYO夢みらい館 - じゅらく - マルヨシセンター - DCMダイキ伊予店                              | 水      |
| ■上三谷線 | 上三谷原集会所 - 下三谷集会所 - フレッシュバリュー - IYO夢みらい館 - 市役所 - 郡中港 - 保健センター                                                             | 月 - 金 |
| ■下三谷線 | 下三谷原組公民館 - 上吾川向井原 - フジ伊予店 - 市役所 - IYO夢みらい館 - じゅらく - IYO夢みらい館 - 市役所 - 郡中港 - 保健センター                               | 月 - 金 |
| ■稲荷線   | 稲荷谷集会所 - ルミエール伊予 - 稲荷明見 - 米湊湊神社 - フジ伊予店 - 市役所 - IYO夢みらい館 - じゅらく - IYO夢みらい館 - 市役所 - 郡中港 - 保健センター         | 月 - 金 |

## 隣の駅
伊予鉄道
■郡中線
郡中駅 (IY34) - 郡中港駅 (IY35)